# Évêché titulaire d'Augustopolis-en-Phrygie
Augustopolis-en-Phrygie est un siège titulaire de l'Église catholique romaine aujourd'hui disparu.
Le siège épiscopal disparu se trouvait dans le nord de la Phrygie (aujourd'hui en Anatolie centrale) et était rattaché à la province ecclésiastique de Synnada-en-Phrygie (de).
| Évêque titulaire d'Augustopolis-en-Phrygie |                                                     |                                                                                   |                   |                   |
| N°                                         | Nom                                                 | Qualité                                                                           | du                | au                |
| 1                                          | Johann Laymann (de)                                 | Évêque auxiliaire d'Augsbourg (Allemagne)                                         | 20 février 1521   | 11 juin 1550      |
| 2                                          | Eucharius Sang (de)                                 | Évêque auxiliaire de Wurtzbourg (Allemagne)                                       | 16 février 1597   | 11 mars 1620      |
| 3                                          | François de Harlay de Champvallon                   | Évêque coadjuteur de Rouen (France)                                               | 9 septembre 1613  | 23 août 1615      |
| 4                                          | Balthazar de Budos                                  | Évêque coadjuteur de Castres (France)                                             | 3 octobre 1616    | 30 août 1627      |
| 5                                          | Jodokus Wagenhauer (de)                             | Évêque auxiliaire de Wurtzbourg (Allemagne)                                       | 23 mai 1622       | 19 janvier 1635   |
| 6                                          | István Káda                                         | Vicaire apostolique de Transylvanie (Roumanie)                                    | 5 novembre 1689   | 23 septembre 1695 |
| 7                                          | Maria Romedius Graf von Sarnthein                   | Évêque auxiliaire de Bolzano (Autriche)                                           | 31 août 1767      | 24 mars 1774      |
| 8                                          | Alfonso Aguado y Jaraba                             | Évêque auxiliaire de Tolède (Espagne)                                             | 9 août 1802       | 1815              |
| 9                                          | Patrick Burke                                       | Évêque coadjuteur d'Elphin (Irlande)                                              | 12 janvier 1819   | 8 mai 1827        |
| 10                                         | Francesco de’ Marchesi Canali                       | Évêque auxiliaire de Sabina (Italie)                                              | 30 septembre 1834 | 8 juillet 1839    |
| 11                                         | José Hilarión Etrura Cevallos O.P.                  | Évêque auxiliaire de San Juan de Cuyo (Argentine)                                 | 23 décembre 1839  | 23 juin 1849      |
| 12                                         | Athanasius Zuber (de) O.F.M. Cap.                   | Vicaire apostolique de Patna (Inde)                                               | 8 mars 1854       | 14 mai 1872       |
| 13                                         | Ramón María de San José Moreno y Castañeda O. Carm. | Évêque émérite de Chiapas (Mexique)                                               | 13 juillet 1883   | 16 mai 1890       |
| 14                                         | Ruggero Catizone                                    | Évêque auxiliaire de Catanzaro (Italie)                                           | 11 juillet 1895   | Janvier 1908      |
| 15                                         | Joseph-Marie-Désiré Guiot S.M.M.                    | Vicaire apostolique de Los Llanos de San Martín (Piani di San Martino) (Colombie) | 24 mars 1908      | 24 décembre 1941  |
| 16                                         | Antun Akšamović                                     | Évêque émérite de Sirmio (Croatie)                                                | 28 mars 1942      | 7 octobre 1959    |
| 17                                         | Marius-Félix-Antoine Maziers                        | Évêque auxiliaire de Lyon (France)                                                | 17 décembre 1959  | 24 janvier 1966   |
| 18                                         | Justin Abraham Najmy (en) B.A.                      | Exarque apostolique de Éparchie de Newton des Melkites (Boston, États-Unis)       | 27 janvier 1966   | 11 juin 1968      |